# Hongshanopterus
Hongshanopterus es un género de pterosaurio pterodactiloide ornitoqueiroideo istiodactílido del Cretácico Inferior  hallado en la formación Jiufotang de Liaoning, China. Su holotipo es IVPP V14582, un cráneo y vértebras del cuello de un único individuo. Los dientes tienen coronas triangulares y son aplanados desde el lado de la boca hasta el de los "labios", como los de otros istiodactílidos. Sin embargo, Hongshanopterus era menos derivado que otros istiodactílidos, ya que poseía una hilera de dientes que se extendía más allá del primer tercio de la longitud del cráneo, y por tener algunos dientes que apuntaban hacia atrás. La especie tipo es H. lacustris.